# Korol'-olen'
Korol'-olen' (Король-олень, Re cervo) è un film del 1969 diretto da Pavel Oganezovič Arsenov, tratto dalla fiaba omonima di Carlo Gozzi.